# 皮卡森特
皮卡森特，是西班牙巴伦西亚自治区巴伦西亚省的一个市镇。总面积86平方公里，总人口16333人（2001年），人口密度190人/平方公里。